# Muriel Freeman
Muriel Freeman (Worcester, 9 de setembro de 1897 - Northampton, 1980) foi uma esgrimista britânica de florete, medalhista olímpica de prata no evento feminino de florete individual nos jogos Olímpicos de Amesterdão, em 1928.

## Carreira olímpica
Freeman disputou os jogos Olímpicos de Verão de 1924, quando se classificou na primeira fase com quatro vitórias e uma derrota, repetindo a mesma campanha nas semifinais, qualificando-se para a final. No grupo final, Freeman perdeu as três partidas contra as medalhistas daquele evento e terminou na quarta colocação.
Na edição seguinte, em Amesterdão, Freeman conquistou a medalha de prata após se qualificar-se para a final com nove vitórias e apenas três derrotas nas fases anteriores. No grupo final, ela ficou na segunda colocação com seis vitórias e apenas uma derrota.